# El Gour

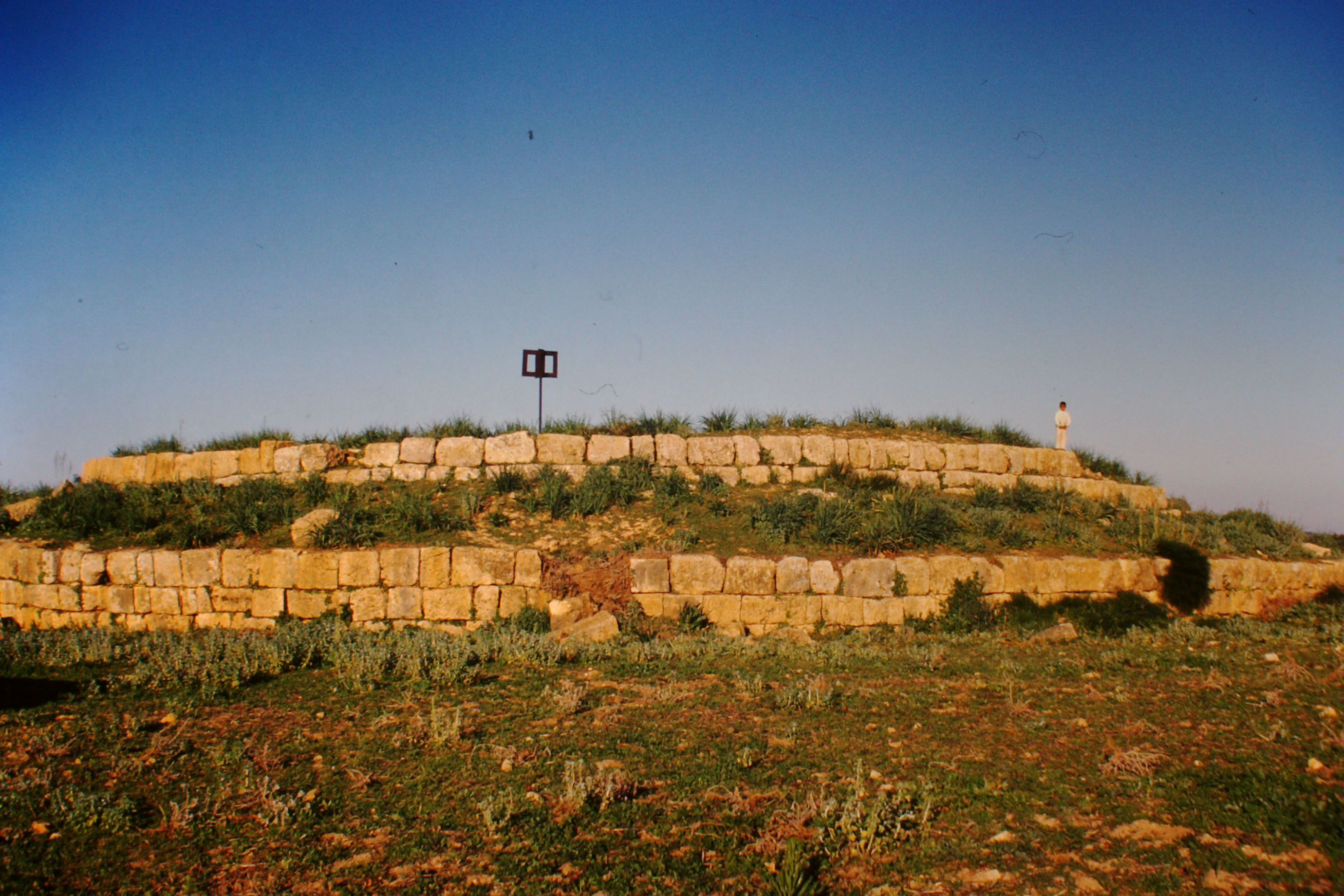
Bazina El Gour

El Gour ist eine kreisförmig und zweigeschossig angelegte Grabstätte eines Berberfürsten vom archäologischen Typus der Bazina, die zu den spärlichen architektonischen Zeugnissen früher Berberkulturen im Norden Marokkos gehört.

## Lage
Das Dorf (douar) Souk Jemaa El Gour liegt südlich der Autobahn A2 etwa 30 km östlich von Meknès in einer agrarisch genutzten Hügellandschaft am Kreuzungspunkt der Straßen P7050 und P7067. Das El Gour genannte Bauwerk befindet sich oberhalb eines Flusstals, etwa 500 m nördlich vom Wasserturm des Dorfes.

## Geschichte
Über die Geschichte des Bauwerks ist nichts Näheres bekannt. Ausgrabungen haben zwar stattgefunden, ohne jedoch Hinweise hinsichtlich einer genaueren Datierung zutage zu fördern, denn Funde von Skelettresten oder von Grabbeigaben kamen dabei nicht ans Tageslicht. Im aus Steinen und Erde bestehenden Füllmaterial wurde eine neolithische Steinaxt entdeckt, die jedoch zufällig dort hineingeraten zu sein scheint.

## Architektur
Bei dem auf einem kleinen Hügel stehenden kreisrunden Bauwerk von etwa 20 Metern Durchmesser und etwa 5 Metern Höhe handelt es sich sehr wahrscheinlich nicht um einen ehemaligen Tumulus, dessen Stein- und Erdabdeckung verschwunden ist, sondern um eine zweigeschossige Anlage vom im Norden Afrikas verbreiteten Typ der Bazina, bei dem die äußere Steineinfassung stets sichtbar blieb. Die beiden Ebenen des Bauwerks sind konzentrisch angeordnet und von sorgfältig behauenen quaderförmigen Steinen eingefasst. Die Bauweise unterscheidet sich deutlich von anderen bekannten Tumuli in Marokko (Volubilis, Msoura, Bouia und Taouz).
Dem eigentlichen Kernbau vorgelagert war eine seltsamerweise trapezförmige Konstruktion, die als eine Art Plattform oder Altar gedeutet wurde, die aber vielleicht auch mit dem eigentlichen Bauwerk gar nichts zu tun hat.

## Bedeutung
Auch wenn die Ausgräber weder eine Grabkammer noch Skelettreste gefunden haben, so ist es doch sehr wahrscheinlich, dass es sich beim Tumulus von El Gour um die Grabstätte eines Berberfürsten aus (spät)römischer Zeit handelt – jedenfalls weist die exakte Steinbearbeitung der beiden Einfassungen auf römische Einflüsse hin. Ein Bezug zu megalithischen Tumuli, wie er früher vermutet wurde, ist offensichtlich ausgeschlossen.
Der El Gour genannte Tumulus wurde im Jahr 1995 auf der Tentativliste der Weltkulturerbe-Stätten der UNESCO eingetragen.